# Синхронное плавание на чемпионате мира по водным видам спорта 2015
Соревнования по синхронному плаванию на чемпионате мира 2015 года в Казани прошли с 25 июля по 1 августа. Были разыграны 9 комплектов наград. Впервые в истории чемпионатов мира разыгрываются медали среди смешанных команд.
Соревнования прошли на футбольном стадионе «Казань Арена», где были построены два временных 50-метровых бассейна (главный бассейн для соревнований и связанный с основным бассейн для тренировок) и окружающие трибуны для зрителей.

## Медалисты
| Дисциплина                             | Золото | Серебро                                                | Бронза                                                      |
| Соло, техническая программа            | Светлана Ромашина — 95,268 Россия | Она Карбонель — 93,1284 Испания                        | Сунь Вэньянь — 91,5479 Китай                                |
| Соло, произвольная программа           | Наталья Ищенко — 97,2333 Россия | Хуан Сюэчэнь — 95,7000 Китай                           | Она Карбонель — 94,9000 Испания                             |
| Дуэт, техническая программа            | Россия — 95,4672 · Наталья Ищенко · Светлана Ромашина | Китай — 93,3279 · Хуан Сюэчэнь · Сунь Вэньянь          | Япония — 92,0079 · Юкико Инуи · Рисако Мицуи                |
| Дуэт, произвольная программа           | Россия — 98,2000 · Наталья Ищенко · Светлана Ромашина | Китай — 95,9000 · Хуан Сюэчэнь · Сунь Вэньянь          | Украина — 93,6000 · Лолита Ананасова · Анна Волошина        |
| Смешанный дуэт, техническая программа  | США — 88,5108 · Кристина Джонс · Билл Мэй | Россия — 88,2986 · Александр Мальцев · Дарина Валитова | Италия — 86,3640 · Манила Фламини · Джорджио Минисини       |
| Смешанный дуэт, произвольная программа | Россия — 91,7333 · Александр Мальцев · Дарина Валитова | США — 91,4667 · Кристина Люм-Ундервуд · Билл Мэй       | Италия — 89,3333 · Марьянжела Перрупато · Джорджио Минисини |
| Группа, техническая программа          | Россия — 95,7457 · Влада Чигирёва · Елена Прокофьева · Анжелика Тиманина · Светлана Колесниченко · Алла Шишкина · Гелена Топилина · Александра Пацкевич · Мария Шурочкина · Лилия Низамова                                     | Китай — 94,4605                                        | Япония — 92,4133                                            |
| Группа, произвольная программа         | Россия — 98,4667 · Влада Чигирёва · Светлана Колесниченко · Александра Пацкевич · Елена Прокофьева · Алла Шишкина · Мария Шурочкина · Анжелика Тиманина · Гелена Топилина · Дарина Валитова · Лилия Низамова                   | Китай — 96,1333                                        | Япония — 93,9000                                            |
| Комбинация, произвольная программа     | Россия — 98,3000 · Влада Чигирёва · Михаела Каланча · Светлана Колесниченко · Лилия Низамова · Александра Пацкевич · Елена Прокофьева · Алла Шишкина · Мария Шурочкина · Анжелика Тиманина · Гелена Топилина · Дарина Валитова | Китай — 96,2000                                        | Япония — 93,8000                                            |

## Медальный зачёт
| Общее количество медалей |         |        |         |        |       |
| Место                    | Страна  | Золото | Серебро | Бронза | Всего |
| 1                        | Россия  | 8      | 1       | 0      | 9     |
| 2                        | США     | 1      | 1       | 0      | 2     |
| 3                        | Китай   | 0      | 6       | 1      | 7     |
| 4                        | Испания | 0      | 1       | 1      | 2     |
| 5                        | Япония  | 0      | 0       | 4      | 4     |
| 6                        | Италия  | 0      | 0       | 2      | 2     |
| 7                        | Украина | 0      | 0       | 1      | 1     |
| Всего                    | Всего   | 9      | 9       | 9      | 27    |

## Расписание
Дано московское время (UTC+3).
| Дата           | Время | Соревнование                                         |
| -------------- | ----- | ---------------------------------------------------- |
| 25 июля 2015   | 09:00 | Соло: техническая программа, квалификация            |
| 25 июля 2015   | 11:45 | Смешанный дуэт: техническая программа, квалификация  |
| 25 июля 2015   | 14:00 | Группа: техническая программа, квалификация          |
| 25 июля 2015   | 17:30 | Соло: техническая программа, финал                   |
| 26 июля 2015   | 09:00 | Дуэт: техническая программа, квалификация            |
| 26 июля 2015   | 14:00 | Комбинация: произвольная программа, квалификация     |
| 26 июля 2015   | 17:30 | Дуэт: техническая программа, финал                   |
| 26 июля 2015   | 19:15 | Смешанный дуэт: техническая программа, финал         |
| 27 июля 2015   | 09:00 | Соло: произвольная программа, квалификация           |
| 27 июля 2015   | 17:30 | Группа: техническая программа, финал                 |
| 28 июля 2015   | 09:00 | Дуэт: произвольная программа, квалификация           |
| 28 июля 2015   | 11:45 | Смешанный дуэт: произвольная программа, квалификация |
| 28 июля 2015   | 17:30 | Группа: произвольная программа, квалификация         |
| 29 июля 2015   | 17:30 | Соло: произвольная программа, финал                  |
| 30 июля 2015   | 17:30 | Дуэт: произвольная программа, финал                  |
| 30 июля 2015   | 19:15 | Смешанный дуэт: произвольная программа, финал        |
| 31 июля 2015   | 17:30 | Группа: произвольная программа, финал                |
| 1 августа 2015 | 17:30 | Комбинация: произвольная программа, финал            |